# Гюткьер, Кристиан
Кристиан Лунн Гюткьер (дат. Christian Lund Gytkjær; род. 6 мая 1990, Роскилле) — датский футболист, нападающий клуба «Венеция» и сборной Дании.

## Карьера
Воспитанник футбольнной школы «Роскилле». В 2005 году перебрался в «Люнгбю», за который Кристиан дебютировал во взрослом футболе в 2008 году. Всего за «Люнгбю» Гюткьер выступал три года, сыграв в 34 матчах и забив 10 мячей.
В 2010 году Гюткьер перешел в «Норшелланн», в составе которого выиграл Кубок Дании 2010/11 года. В сезоне 2012 года был в аренде в «АБ» и норвежском «Саннес Ульф».
Своей игрой Кристиан привлек скаутов норвежских клубов, и, как результат, в 2013 году перешел в «Хёугесунн». За три сезона Гюткьер отыграл в 81 матче и забил 38 мячей.
Зимой 2016 года «Русенборг» объявил о покупке Кристиана Гюткьера у «Хёугесунна» как о предполагаемой замене Александру Сёдерлунну, которого тронхеймцы продали во французский «Сент-Этьен».

## Статистика

### Матчи Гюткьера за сборную Дании
| Матчи Гюткьера за сборную Дании | Матчи Гюткьера за сборную Дании | Матчи Гюткьера за сборную Дании | Матчи Гюткьера за сборную Дании | Матчи Гюткьера за сборную Дании | Матчи Гюткьера за сборную Дании |
| ------------------------------- | ------------------------------- | ------------------------------- | ------------------------------- | ------------------------------- | ------------------------------- |
| №                               | Дата                            | Соперник                        | Счёт                            | Голы Гюткьера                   | Соревнование                    |
| 1                               | 15 ноября 2016                  | Чехия                           | 1:1                             | —                               | Товарищеский матч               |
| 2                               | 16 октября 2018                 | Австрия                         | 2:0                             | —                               | Товарищеский матч               |
| 3                               | 19 ноября 2018                  | Ирландия                        | 0:0                             | —                               | Лига наций УЕФА 2018/2019       |
| 4                               | 21 марта 2019                   | Косово                          | 2:2                             | —                               | Товарищеский матч               |
| 5                               | 26 марта 2019                   | Швейцария                       | 3:3                             | 1                               | Чемпионат Европы 2020 (отбор)   |
| 6                               | 5 сентября 2019                 | Гибралтар                       | 6:0                             | 2                               | Чемпионат Европы 2020 (отбор)   |
| 7                               | 8 сентября 2019                 | Грузия                          | 0:0                             | —                               | Чемпионат Европы 2020 (отбор)   |
| 8                               | 15 октября 2019                 | Люксембург                      | 4:0                             | 1                               | Товарищеский матч               |
| 9                               | 15 ноября 2019                  | Гибралтар                       | 6:0                             | 1                               | Чемпионат Европы 2020 (отбор)   |

Итого: 9 матчей / 5 голов; 4 победы, 5 ничьих, 0 поражений.

## Достижения
«Русенборг»
- Чемпион Норвегии: 2016
- Обладатель Кубка Норвегии: 2016

«Норшелланн»
- Обладатель Кубка Дании: 2010/11